# Barislovci
Barislovci (Duits: Variseldorf) is een plaats in Slovenië en maakt deel uit van de gemeente Videm in de NUTS-3-regio Podravska. De plaats telde 112 inwoners op 1 januari 2020.